# Марко Верати
Марко Верати (итал. Marco Verratti, Пескара, 5. новембар 1992) је италијански фудбалер, који наступа за катарски Ал Араби и бивши је репрезентативац Италије.
Верати је каријеру започео у Пескари 2008, где је убрзо постао један од најбољих младих играча средине терена у Европи, тиму је помогао да освојио Серију Б у сезони 2011/12, а он је освојио Браво награду. У јулу 2012. прешао је у Пари Сен Жермен са којим је између многобројних трофеја освојио и четири узастопна првенства Француске у периоду од 2012 до 2016.
За сениорску репрезентацију Италије дебитовао је 2012, а представљао ју је на Светском првенству 2014.

## Највећи успеси

### Пескара
- Серија Б (1) : 2011/12.

### Пари Сен Жермен
- Првенство Француске (9) : 2012/13, 2013/14, 2014/15, 2015/16, 2017/18, 2018/19, 2019/20, 2021/22, 2022/23.
- Куп Француске (5) : 2014/15, 2015/16, 2016/17, 2017/18, 2019/20.
- Лига куп Француске (6) : 2013/14, 2014/15, 2015/16, 2016/17, 2017/18, 2019/20.
- Суперкуп Француске (9) : 2013, 2014, 2015, 2016, 2017, 2018, 2019, 2020, 2022.
- Лига шампиона : финале 2019/20.

### Репрезентација Италије
- Европско првенство (1) : 2020.